# Patrick Moore
Patrick Alfred Caldwell-Moore (4. března 1923 Pinner, Buckinghamshire – 9. prosince 2012 Selsey, Západní Sussex) byl britský amatérský astronom, který v astronomii dosáhl významného postavení jako spisovatel, badatel a rozhlasový a televizní moderátor.
Moore byl prezidentem Britské astronomické společnosti (British Astronomical Association), spoluzakladatelem a prezidentem Společnosti pro lidovou astronomii (Society for Popular Astronomy), autorem více než 70 knih o astronomii a moderátorem nejdéle běžící televizního seriálu se stejným původním moderátorem, pořadu BBC The Sky at Night. Jako amatérský astronom
se proslavil jako odborník na pozorování Měsíce a vytvořením Caldwellova katalogu. Díky svým typickým vlastnostem, tedy rychlé řeči a nošení monoklu, se stal oblíbenou a okamžitě rozpoznatelnou postavou britské televize.
Jako samouk hrál také na xylofon, zvonkohru a klavír a byl uznávaným hudebním skladatelem. Dříve také hrál amatérsky kriket, golf a šachy. Kromě velkého počtu knih popularizujících vědu napsal i mnoho beletrie. Moore byl odpůrce honů na lišku, otevřený kritik Evropské unie, příznivec Strany nezávislosti Spojeného království a sloužil jako předseda krátce trvající strany United Country Party, která bojovala proti imigraci. Během druhé světové války sloužil v Královském letectvu RAF. Neoženil se a neměl děti.